# Голубовский, Пётр Васильевич
Пётр Васи́льевич Голубо́вский (16 [28] июня 1857, Минусинск (ныне в Красноярском крае), Российская империя — 18 [31] марта 1907, Киев, Российская империя) — русский историк, ординарный профессор университета Св. Владимира по кафедре русской истории, доктор русской истории. Статский советник (1896).

## Биография
Окончил Черниговскую гимназию (1877, золотая медаль) и историко-филологический факультет Киевского университета (1881); за сочинение «История Северской земли до половины XIV столетия» был награждён золотой медалью. Возглавлял кафедру русской истории этого университета. Его магистерская диссертация — «Печенеги, торки и половцы до нашествия татар. История южнорусских степей IX—XIII вв.» (1884) была одним из первых исследований по истории кочевников на границах Древнерусского государства.
Был учителем истории в Нижегородской женской гимназии (1884―1885), реальном училище в г. Ромны Полтавской губернии (1885—1886) и 1-й киевской гимназии (1886—1896). В 1893 году защитил диссертацию «История Смоленской земли» и был удостоен степени доктора русской истории.
С 1886 по 1896 годы ― приват-доцент, а с 1898 года ― ординарный профессор кафедры русской истории в Киевском университете Св. Владимира. Читал также лекции на Высших женских курсах.
Являлся автором ряда трудов, написанных на основе летописных и архивных источников, посвящённых вопросам о кочевом населении территории степной Украины, об историческом развитии её княжеств. Был автором трудов историко-библиографической тематики, в частности — о новых изданиях и исследованиях, касающихся древнерусской истории.
Голубовский отыскал около 100 писем декабриста Алексея Петровича Юшневского и его жены, написанных из Сибири. Эти письма стали предметом исследования Петра Васильевича. На заседании Исторического общества Нестора-летописца 25 апреля 1904 года Голубовский прочитал доклад, посвящённый Юшневским. Позже он без каких-либо изменений был опубликован как предисловие к подготовленной историком сибирской подборке писем декабриста и его жены Марии Казимировны.